# Опціон
Опціо́н, опціо́нний контра́кт  (англ. option — «варіант, вибір») — похідний фінансовий інструмент, який засвідчує право придбати (опціон call) або право продати (опціон put) у майбутньому базовий актив (цінні папери, товари, валюту) на умовах визначених на час укладення такого опціону. Покупець (власник) опціону має право (але не обов'язок) виконати опціон — придбати або продати вказаний в опціоні актив, а продавець опціону (емітент) має обов'язок виконання опціону на вимогу власника — продати або купити актив. Ціна за якою згідно з опціоном має бути проданий/куплений базовий актив називається ціною виконання (англ. strike price).
Ціна, яку покупець опціону платить продавцю, називається премією опціону. Виконання опціону залежить від співвідношення ринкової ціни базового інструменту та ціни виконання опціону. Виконання опціону типу call має зміст коли ринкова ціна є вищою за ціну виконання, а типу put — коли ринкова ціна є нижчою. Якщо опціон не буде виконано, то ціла премія є прибутком емітента та збитками покупця.
Власник опціону може продати його третій особі на вторинному ринку — в залежності від варіанту опціону — на біржі опціонів або на позабіржевому ринку. Ринкова ціна опціону залежить передусім від різниці між ринковою ціною активу та ціною виконання опціону. Іншими чинниками які впливають на ціну опціону є кінцевий термін виконання, волатильність ціни базового інструменту та ін. Власність опціону як правило не дає жодних прав, пов'язаних з базовим активом, таких як право голосу або будь-який дохід від акції, наприклад, як дивідендів.

## Типи опціонів
Опціон може давати право на купівлю або право на продаж базового активу:
- Опціон Call або купівельний опціон — опціон який надає власникові право купити базовий актив.
- Опціон Put або опціон продажу — опціон який надає власникові право продати базовий актив.

Емітент опціону є короткою стороною (англ. short) контракту, власник — довгою стороною (англ. long).
Відповідно є чотири можливі позиції в опціонах:
- купити купівельний опціон (операція long call)
- емітувати купівельний опціон (short call)
- купити опціон продажу (long put)
- емітувати опціон продажу (short put)

## Стилі опціонів
Залежно від умов виконання вирізняють два основні типи опціонів: американський та європейський.
Американський опціон може бути виконаний в будь-який день до експірації (закінчення терміну дії). Тобто для такого опціону задається інтервал часу, під час якого покупець може виконати даний опціон. Для європейського опціону фіксується конкретна дата виконання (дата експірації, дата виконання). Для стандартизованих базових активів (нп. акцій) частіше зустрічаються опціони американського типу, для нестандартизованих — європейського.

## Премія та виконання опціону
Премія опціону — це сума грошей, що сплачується покупцем опціону продавцеві при укладенні опціонного контракту. По економічній суті премія є платою за право укласти операцію в майбутньому.
Часто, кажучи «ціна опціону», мають на увазі премію опціону. Премія біржового опціону є котируванням по ньому.
При виконанні опціону зазвичай не відбувається вказана в ньому операція купівлі/продажу базового інструменту. Емітент виплачує власникові опціону різницю між ціною виконання та ринковою ціною базового інструменту.
Графіки представляють виплату (Payoff) та прибуток (Profit) залежно від позиції:

## Операції з опціонами
Стелаж — це операція, при якій Ви продаєте або купуєте одночасно опціони call і put на одні і ті ж акції з однією і тією ж ціною виконання і датою закінчення контрактів.
Стренгл — це купівля або продаж опціонів call або put на одні і ті ж акції з однаковим терміном закінчення контрактів, але з різною ціною виконання.
Спред — це операція з опціонами, при якій Ваш дохід формується з різниці між премією, отриманою за проданий опціон, і премією, сплаченою за куплений опціон.